# 충주 혜원정사 석불좌상 및 복장유물
충주 혜원정사 석불좌상 및 복장유물(忠州 慧圓精舍 石佛坐像 및 腹藏遺物)은 충청북도 충주시에 있는 석불 및 유물이다. 2013년 11월 8일 충청북도의 유형문화재 제351호로 지정되었다.

## 참고 자료
- 충주 혜원정사 석불좌상 및 복장유물 - 국가유산청 국가유산포털